# Josef Hrubý
Josef Hrubý (* 23. Februar 1906 in Větrný Jeníkov; † 20. Dezember 1988 in Prag) war ein tschechoslowakischer Architekt und Grafiker. Er war einer der renommiertesten Vertreter des tschechoslowakischen Funktionalismus und internationalen Stils. Neben Wohn- und Geschäftshäusern entwarf Hrubý zahlreiche Ausstellungsgebäude und Messepavillons.

## Leben und Werk

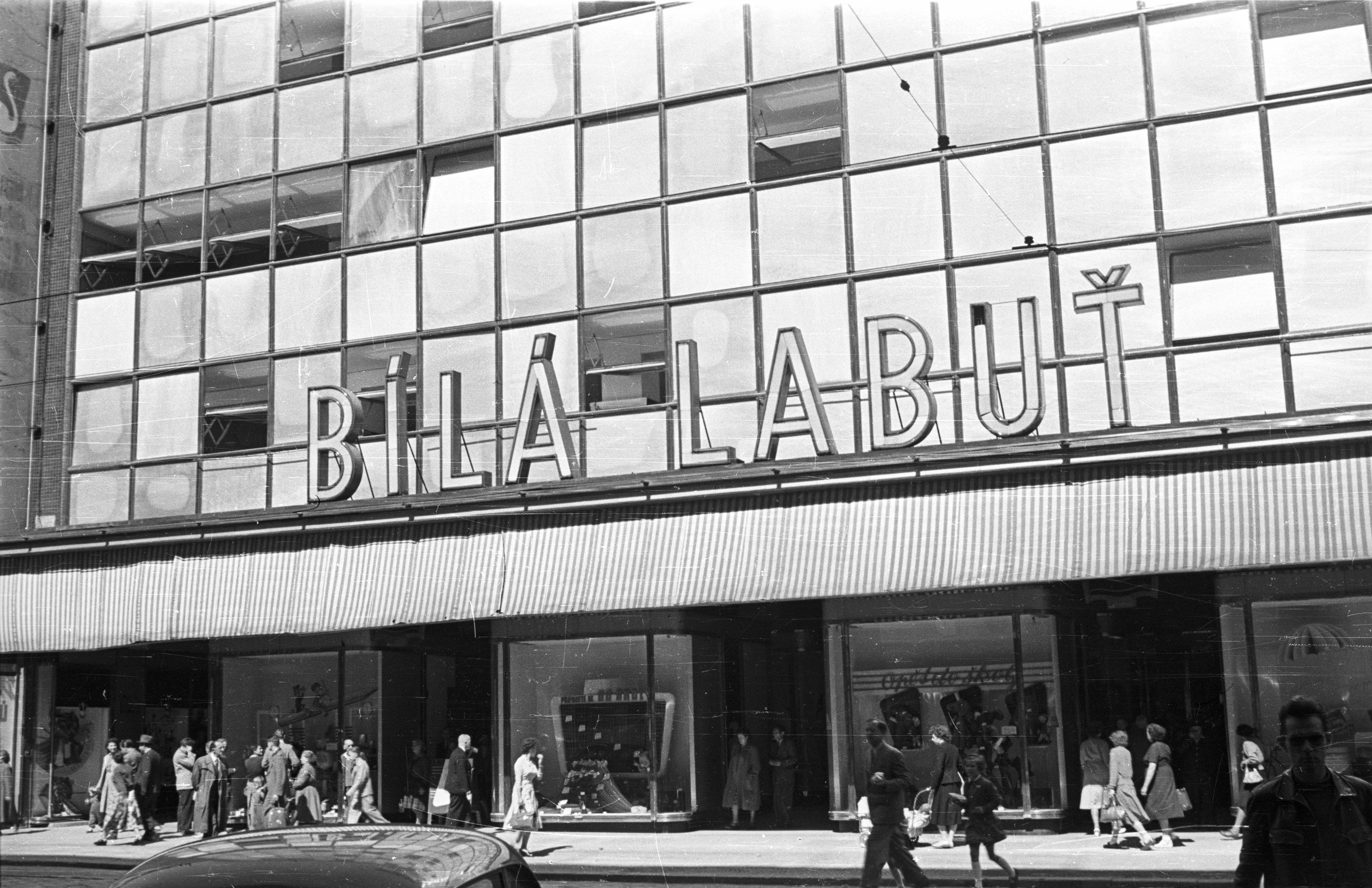
Kaufhaus Bílá Labut, Na Poříčí 23 (Aufnahmezeitpunkt 1956)

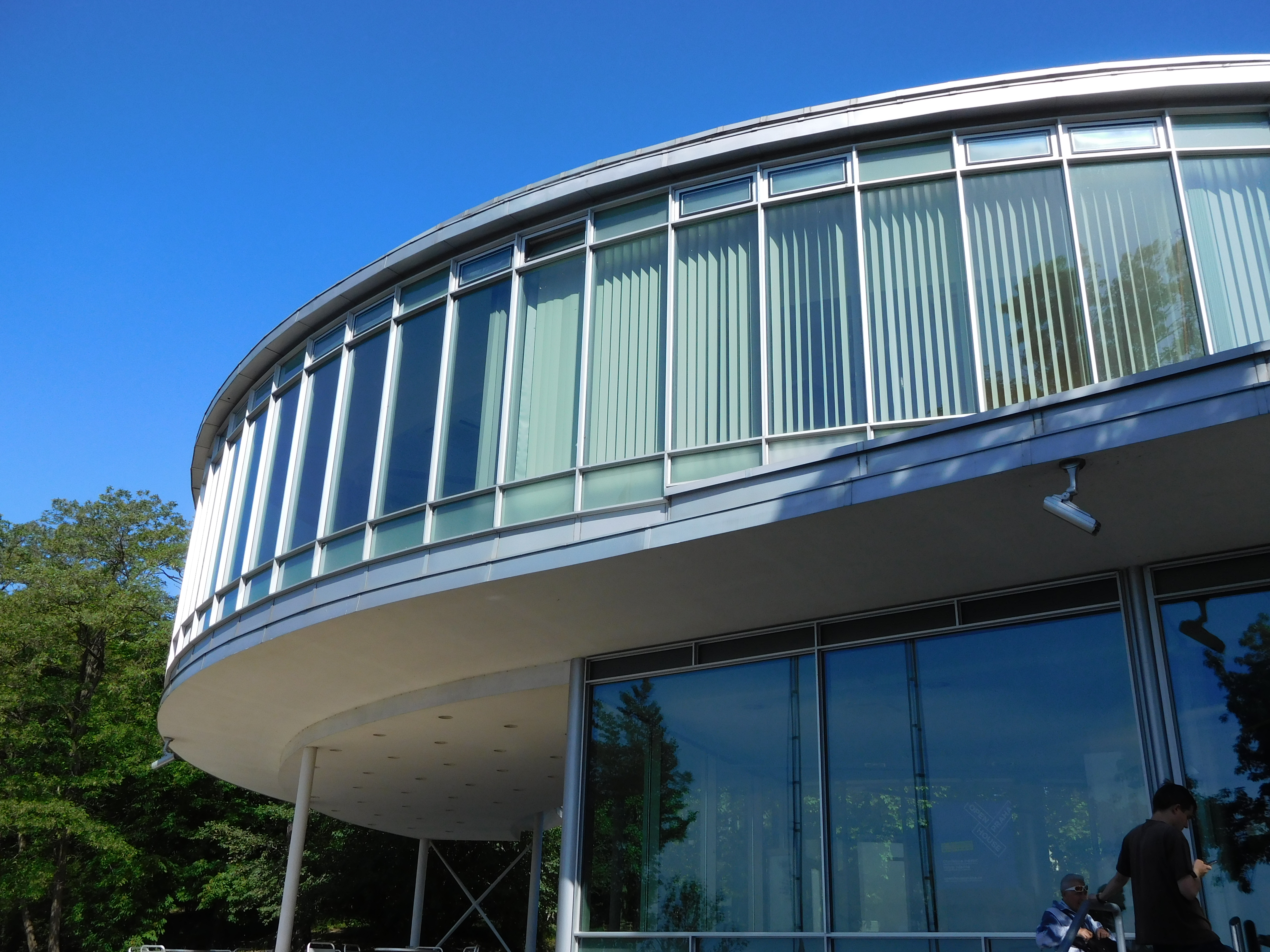
Restaurant Expo 58, Teil des Tschechoslowakischen Pavillons auf der Weltausstellung in Brüssel 1958

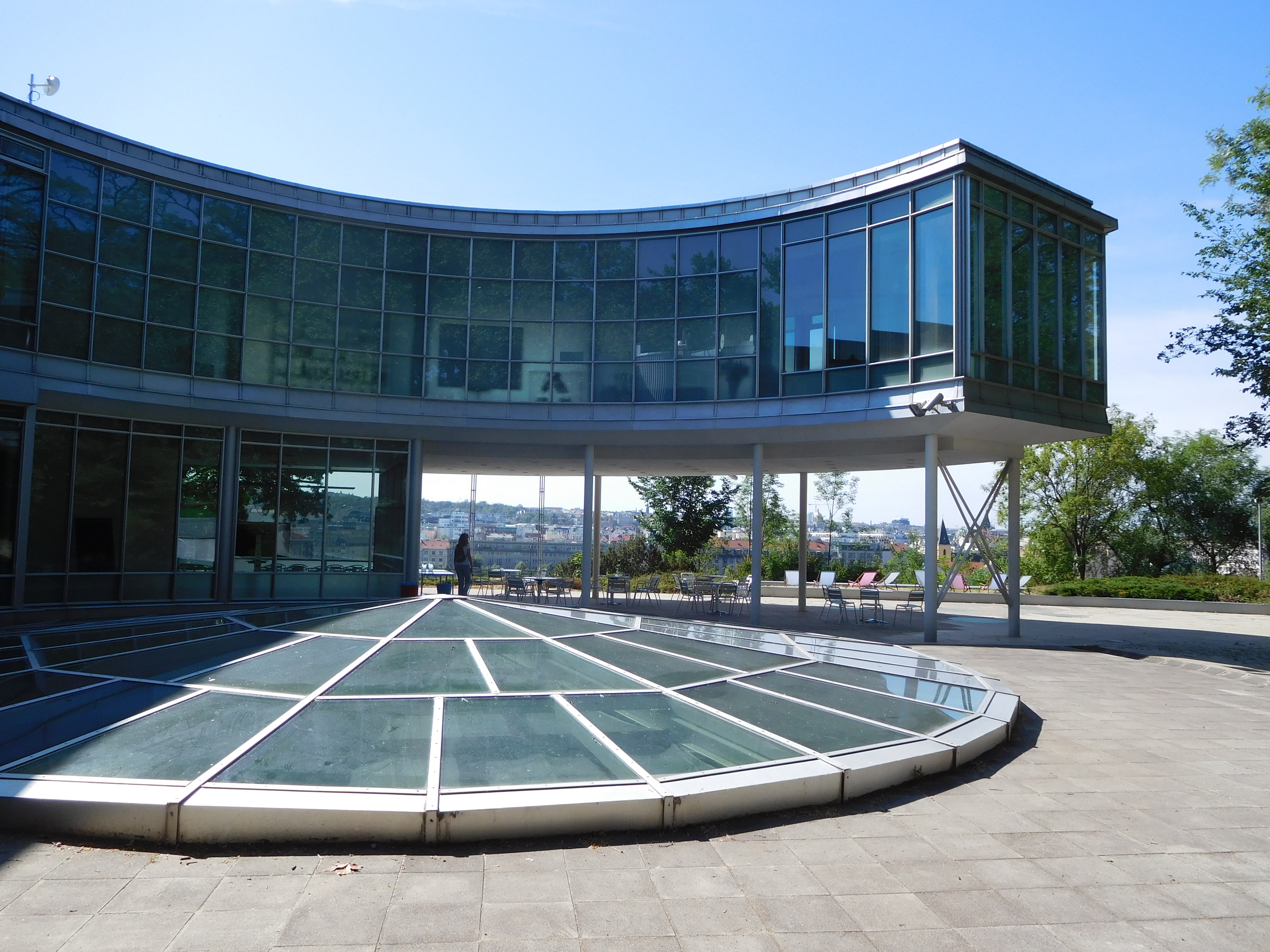
Restaurant Expo 58, heute rekonstruiert, Sitz einer Werbeagentur (Aufnahmezeitpunkt 2018)

Josef Hrubý wurde am 23. Februar 1906 in Větrný Jeníkov geboren. Nach Abschluss der schulischen Ausbildung in Kutná Hora begann er 1924 mit dem Studium an der Fakultät für Architektur und Bauingenieurwesen der Tschechischen Technischen Universität in Prag. Zu seinen Lehrern zählten unter anderem Antonín Ausobský, Antonín Mendl und Oldřich Blažíček. Bereits während des Studiums beteiligte er sich mit eigenen Entwürfen an der Ausstellung junger Architekten, die 1929 im Topičův dům (Haus Topic) in Prag stattfand.
Nach Abschluss seines Studiums 1931 bildete er eine Ateliergemeinschaft mit Josef Kitterich, mit dem er in den 1930er Jahren Bauprojekte in Ostrava-Zábřeh, Březnice, Příbram, Přerov, Choceň und Písek realisierte. Ein 1932 mit Karel Hanauer entwickeltes Sanatoriumsprojekt in Prag-Šárka wurde nicht ausgeführt. 1937 begannen die Arbeiten an dem Prager Kaufhaus Bílá labuť, das an der Einkaufsstraße Na Poříčí errichtet wurde. Josef Hrubý plante gemeinsam mit Josef Kitterich einen modernen Bau im Stil des Funktionalismus. Das moderne Kaufhaus mit Rolltreppen, zentraler Klimaanlage, Rohrpost und einem Kundenkino wurde am 18. März 1939, drei Tage nach dem Einmarsch der Wehrmacht eröffnet. Im gleichen Jahr wurde das von den beiden Architekten geplante Bezirksgerichtsgebäude in Velké Kapušany eingeweiht. Während des Zweiten Weltkrieges baute Hrubý einige Wohn- und Geschäftshauser in Prag, unter anderem in Střešovice sowie in Brno, Komořany bei Most und Trenčín.
Unmittelbar nach dem Kriegsende arbeitete Hrubý im Bereich der Stadtplanung. So legte er 1945 gemeinsam mit Kitterich den Bebauungsplan für Mirotice vor, das in den letzten Kriegstagen durch Luftangriffe schwer beschädigt wurde. Im Jahr 1948 wurde er zum Leiter von Stavroprojekt, der staatliche Bauprojektinstitution in Prag berufen. Mit seinen Entwürfen galt er als einer der wichtigsten Vertreter des internationalen Stils in der Tschechoslowakei. Bei Stavroprojekt arbeitete er unter anderem eng mit František Cubr und Zdeněk Pokorný zusammen. 1956 entwarf er ein zweites Kaufhaus in Prag: den Dům módy auf einem Eckgrundstück des Wenzelsplatzes. Im gleichen Jahr gewann Hrubý gemeinsam mit Cubr und Pokorný den Architekturwettbewerb für den Bau des tschechoslowakischen Ausstellungspavillons auf der Weltausstellung Expo 58 in Brüssel. Das Ausstellungsgebäude mit einem mehrstöckigen Restaurant wurde auf der Weltausstellung mit dem Golden Star Award für die beste Architektur ausgezeichnet. Nach Beendigung der Weltausstellung wurde der modular aufgebaute Ausstellungspavillon demontiert und in Prag wieder aufgebaut. Dabei versetzte man das Restaurant 1958 in den Letná-Park mit Blick auf die Prager Innenstadt, während der Ausstellungspavillon auf dem Messegelände Výstaviště Praha wieder aufgebaut wurde. Hier wurde das Gebäude bis zu seiner Zerstörung durch ein Feuer im Oktober 1981 für temporäre Ausstellungen genutzt.
In den folgenden Jahren entwarf Josef Hrubý – meist gemeinsam im Team mit anderen Architekten, wie František Cubr, Zdeněk Pokorný, Viktor Formáček, Jaroslav Kándl, František Štráchal und Vladimír Oulík – zahlreiche öffentliche Gebäude sowie Messe- und Ausstellungspavillons, unter anderem in Zagreb, Utrecht, Damaskus, Palermo, Sorrent, Barcelona, Köln sowie auf der Weltausstellung Expo 67 in Montreal.
Im Jahr 1966 bekam Josef Hrubý den Auftrag, gemeinsam mit František Cubr und Zdeněk Pokorný die tschechoslowakische Botschaft in Athen zu entwerfen und den Bau zu realisieren.
Neben den architektonischen und städtebaulichen Projekten entwarf Josef Hrubý seit seiner Studienzeit auch Grafiken, Exlibris sowie Holzschnitte, die in Kunstzeitschriften, wie Veraikon oder Bibliofil veröffentlicht wurden. Er nahm von 1925 bis 1931 regelmäßig an der Ausstellung Krásné české exlibris ("Schöne tschechische Exlibris") teil.

Josef Hrubý wurde für seine Arbeiten unter anderem mit dem Klement-Gottwalt-Staatspreis, dem Preis der Stadt Prag, als Ehrenmitglied der Union der tschechischen Architekten sowie mit dem Titel Verdieneter Architekt ausgezeichnet. 

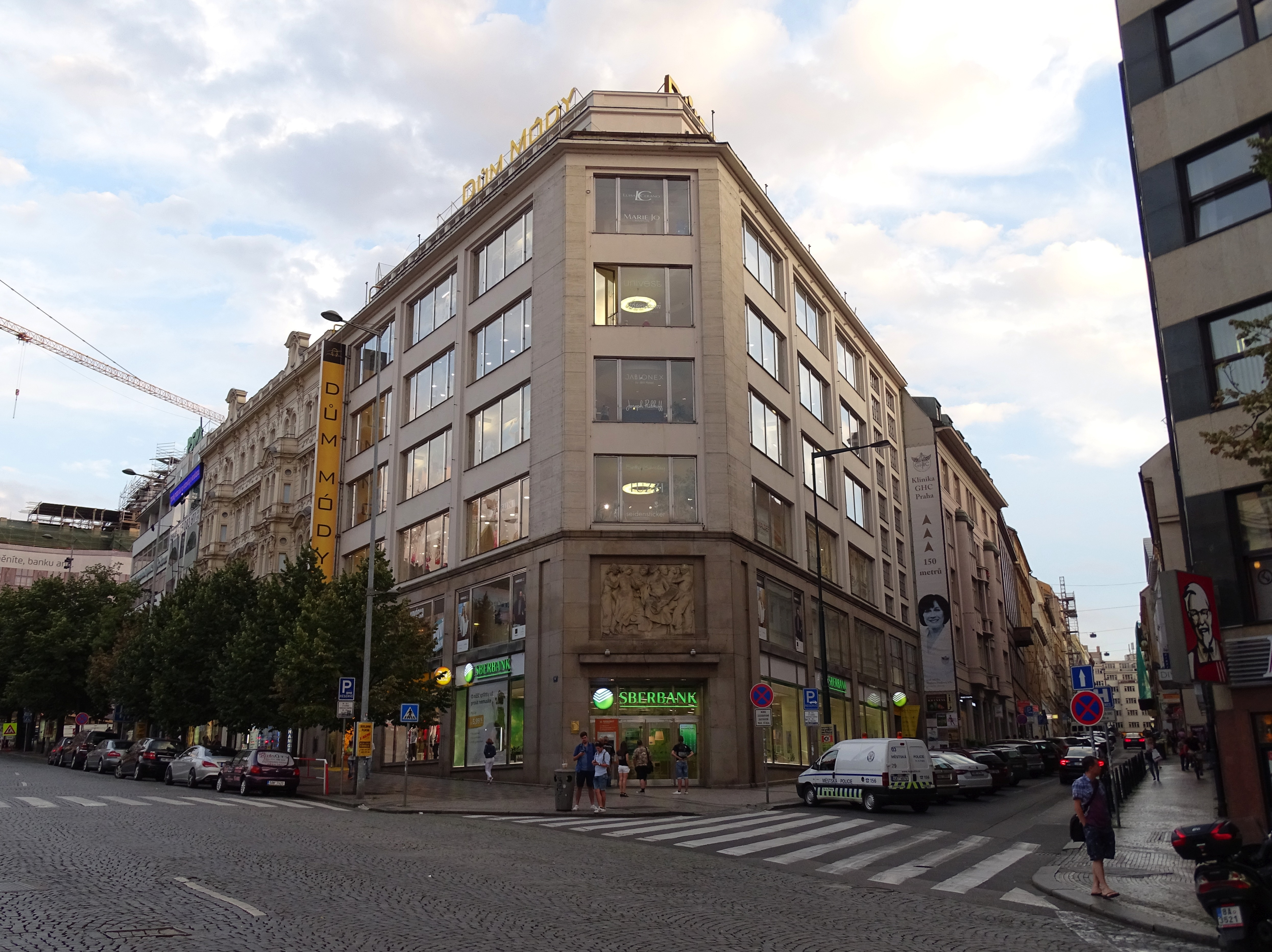
Dům módy, Wenzelsplatz 58

## Bauwerke (Auswahl)

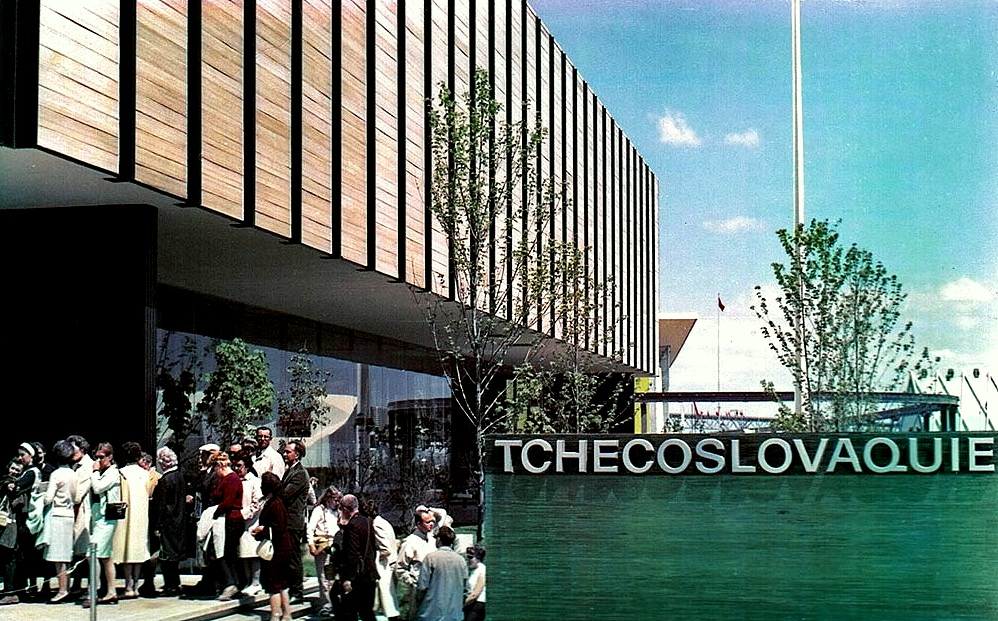
Tschechoslowakischer Pavillon auf der Weltausstellung in Montréal 1967

- 1937/39: Kaufhaus Bílá labuť, Na Poříčí 23 (Prag)
- 1954/56: Kaufhaus Dům módy, Wenzelsplatz (Prag)
- 1957/58: Tschechoslowakischer Ausstellungspavillon auf der Weltausstellung 1956 (Brüssel)
- 1959/60: Inneneinrichtung des Theaters Laterna magika im Adria-Palast (Prag)
- 1960/65: Bebauung des Strahov-Areals, Umbau des Strahov-Stadions
- 1964/65: Umbau der Schlossgalerie auf der Prager Burg
- 1966/67: Tschechoslowakischer Ausstellungspavillon auf der Weltausstellung 1967 in Montreal (zerstört)
- 1966/69: Tschechoslowakische Botschaft in Athen
- 1972/79: Zentrales Telekommunikationsgebäude in Žižkov